# Battle of the Sexes
Battle of the Sexes é o oitavo álbum de estúdio por rapper americano, Ludacris, lançado em 9 de março de 2010 sobre Disturbing tha Peace e Def Jam Recordings. O álbum foi registrado durante 2008 e 2010 e a sua produção foi tratada por vários produtores, incluindo T-Minus, Bangladesh, Swizz Beatz, The Neptunes e The Runners.

## Singles
"How Low" foi lançado como o primeiro single em 8 de dezembro de 2009, atingindo o número seis nos Estados Unidos e no Canadá.
"My Chick Bad", que apresenta Nicki Minaj, serviu como o segundo single oficial do álbum. Ele estreou em 23 de fevereiro de 2010. O videoclipe foi divulgado em 20 de fevereiro de 2010. Um vídeo para o remix, que conta com Nicki Minaj, Eve, Trina e Diamond, também foi filmado.

## Vendas
Battle of the Sexes estreou na primeira posição da Billboard 200, vendendo 137 mil cópias na sua primeira semana.

## Listagem das faixas
Comfirmada pelo iTunes.
| N.º | Título                                                  | Producer(s)             | Duração |  |
| 1.  | "Intro"                                                 | Xcel                    | 1:28    |  |
| 2.  | "How Low"                                               | T-Minus                 | 3:21    |  |
| 3.  | "My Chick Bad" (featuring Nicki Minaj)                  | The Legendary Traxster  | 3:36    |  |
| 4.  | "Everybody Drunk" (featuring Lil Scrappy)               | DJ Montay               | 4:10    |  |
| 5.  | "I Do It All Night"                                     | B Crucial & Tony Dinero | 4:41    |  |
| 6.  | "Sex Room" (featuring Trey Songz)                       | Kajun                   | 5:30    |  |
| 7.  | "I Know You Got a Man" (featuring Flo Rida)             | Infinity                | 4:03    |  |
| 8.  | "Hey Ho" (featuring Lil' Kim & Lil Fate)                | Khao                    | 4:12    |  |
| 9.  | "Party No Mo'" (featuring Gucci Mane)                   | Bangladesh              | 4:21    |  |
| 10. | "B.O.T.S.Radio" (featuring I-20)                        | The Runners             | 4:56    |  |
| 11. | "Can't Live with You" (featuring Monica)                | Khao                    | 4:19    |  |
| 12. | "Feelin' So Sexy"                                       | Gaggie                  | 3:29    |  |
| 13. | "Tell Me a Secret" (featuring Ne-Yo)                    | Swizz Beatz             | 4:18    |  |
| 14. | "My Chick Bad (Remix)" (featuring Diamond, Trina & Eve) | The Legendary Traxster  | 3:23    |  |
| 15. | "Sexting (Bonus Track)"                                 | The Neptunes            | 4:43    |  |

| iTunes Deluxe Edition Bonus Tracks |                                                |             |         |  |
| N.º                                | Título                                         | Producer(s) | Duração |  |
| 16.                                | "How Low (Remix)" (featuring Ciara & Pitbull)  | T-Minus     | 3:55    |  |
| 17.                                | "Rollercoaster" (featuring Shawnna & Dru Hill) | Bangladesh  | 5:18    |  |

### Créditos desamples
- "How Low" usa amostras de "Bring the Noise" cantado por Public Enemy; "Face Down, Ass Up" de Luke com a participação de 2 Live Crew, "I Wanna Rock" de Luke e "How Many Licks?" cantado por Lil' Kim com a participação de Sisqó.
- "Everybody Drunk" usa amostras de "You Don't Want Drama" cantado por 8Ball & MJG.
- "Sex Room" usa amostras de "Summer Breeze" cantado pelo The Isley Brothers e "Dilemma" de Nelly com a participação de Kelly Rowland.
- "Hey Ho" usa amostras de "W.F.Y." cantado por Electrik Red.
- "Feelin' So Sexy" usa amostras de "Don't Look Back" cantado por Télépopmusik com a participação de Angela McCluskey.